# Rhizogeton nudus
Rhizogeton nudus is een hydroïdpoliep uit de familie Oceaniidae. De poliep komt uit het geslacht Rhizogeton. Rhizogeton nudus werd in 1910 voor het eerst wetenschappelijk beschreven door Broch. 